# Spominska cerkev cesarja Viljema, Berlin
Spominska cerkev cesarja Viljema (nemško Kaiser-Wilhelm-Gedächtniskirche) je evangeličanska cerkev, ki stoji v Berlinu na aveniji Kurfürstendamm v sredi Breitscheidplatza.
Stara cerkev je bila zgrajena med letoma 1891 in 1895 po načrtih Franza Schwechtena. Nemški cesar Viljem II. je naročil gradnjo cerkve v čast svojemu dedu Viljemu I. Neoromanski stil se zgleduje po romanskih cerkvah v Porenju. Že sam original zgradbe je neverjeten po izgledu in velikosti. Mnogi mozaiki pričajo o življenju cesarja Viljema I.
Med 2. svetovno vojno, leta 1943, je bila med bombnim napadom uničena. Edini spomin na staro zgradbo je razvalina zvonika, ki se imenuje »der Hohle Zahn« (»votli zob«).
Po vojni 1951 in 1961 je bila nova cerkev zgrajena zraven stare po načrtih Egona Eiermanna. Njeno podobo zaznamujejo mala steklena okenca in betonsko ogrodje. Med notranjo opremo je tudi železni križ, izoblikovan iz žebljev iz stare coventryjske katedrale, uničene s strani nacistov v bombnih napadih na Veliko Britanijo. Poleg tega je v cerkvi original slike, znane kot Stalingrajska Madona, naslikane decembra 1942 v Stalingradu.